# Ungaran (ville)
Pour les articles homonymes, voir Ungaran.
Ungaran est une ville d'Indonésie. C'est le chef-lieu du kabupaten de Semarang dans la province de Java central.

## Personnalités
Le poète français Paul Jean François Bounin, dit Polydore Bounin, né à Marseille le 28 février 1806, est mort à Ungaran (Java) le 27 octobre 1876.